# Andrea Gyarmati
Andrea Gyarmati, född 15 april 1954 i Budapest, Ungern, är en ungersk före detta simmare. Hon tog två olympiska medaljer vid OS i München 1972, ett silver på 100 meter ryggsim och ett brons på 100 meter fjärilsim.
Vid junior-EM 1967 i Linköping tog Gyarmati guld på 100 meter fjärilsim och brons på 100 meter frisim. Vid junior-EM 1969 i Wien tog hon guld på både 100 meter ryggsim och 100 meter fjärilsim samt silver på 100 meter frisim.